# Kostnica

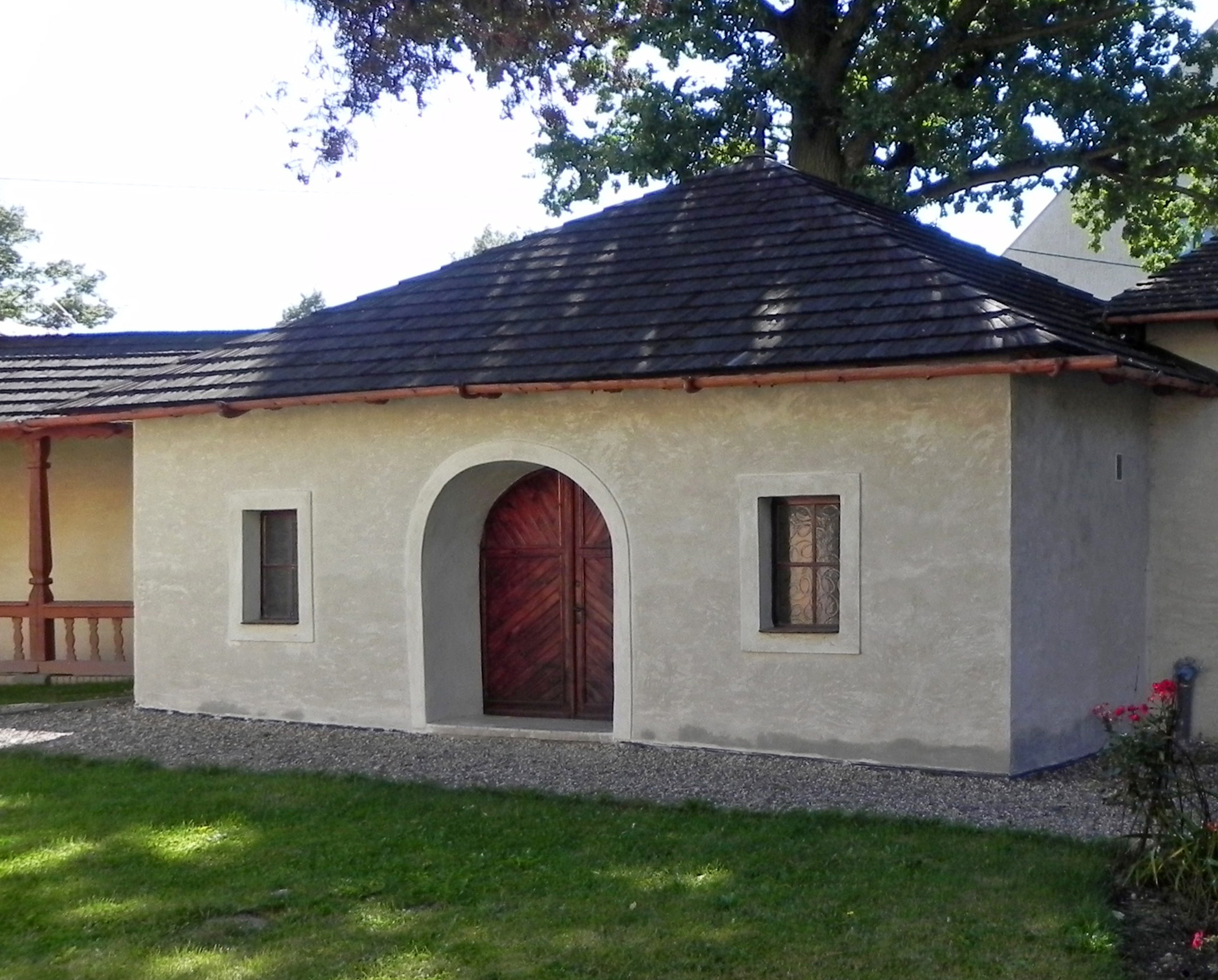
Zabytkowa kostnica na cmentarzu w Krosnowicach

Kostnica (marownia, ossarium) – pomieszczenie lub osobny budynek znajdujący się przy kościele, szpitalu lub cmentarzu, w którym przechowuje się ciała zmarłych do chwili pogrzebu. Kostnice służyły także do przechowywania kości, na które natrafiono podczas kopania nowych grobów. Po nagromadzeniu się odpowiedniej ilości takich szczątków dokonywano ich ponownego pochówku.
Dawniej ciała zmarłych przed pogrzebem przechowywano w domach mieszkalnych.
Pod koniec XX wieku pojawiły się przenośne chłodnie, które umożliwiły przechowywanie ciała zmarłego w domach (zwyczaj ten wciąż bywa praktykowany na wsi).